# Vuelo 19
Con la designación vuelo 19 se conoce a un grupo de cinco bombarderos torpederos General Motors TBF Avenger que desaparecieron sobre el Triángulo de las Bermudas el 5 de diciembre de 1945, después de perder contacto durante un vuelo de entrenamiento de la Armada de los Estados Unidos desde la Estación Aérea Naval de Fort Lauderdale, Florida. Los catorce aviadores de la escuadrilla desaparecieron, al igual que los trece miembros de la tripulación de un hidroavión Martin PBM Mariner que posteriormente partió de la Estación Aérea Naval de Banana River para buscar el vuelo perdido.
Un informe de los investigadores de la Marina concluyó que el líder del vuelo, el teniente Charles C. Taylor (28 años), confundió unas pequeñas islas cercanas a la costa con los Cayos de Florida después de que sus brújulas dejaron de funcionar, lo que provocó que el vuelo se dirigiera sobre mar abierto y se alejara de tierra. El informe fue posteriormente modificado por la Armada, presionada por la familia Taylor, para que dijera "causa desconocida" para evitar culparlo por la pérdida de cinco aviones y catorce hombres. El informe atribuyó la pérdida del avión de búsqueda PBM a una explosión accidental en el aire.
Algunos cuestionaron esta versión oficial en los años siguientes, y otros, como Richard Winer y Charles Berlitz, utilizaron información, que apareció en la revista American Legion, y sus propias especulaciones, las cuales iniciaron el mito del Triángulo de las Bermudas.

## Vuelo de entrenamiento

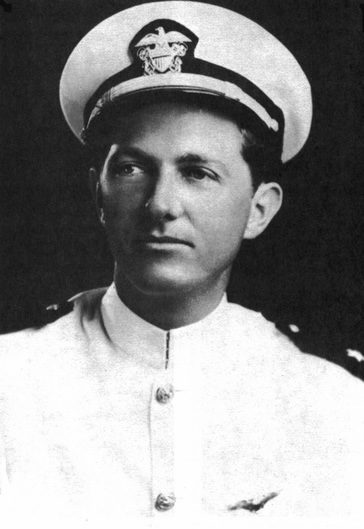
Teniente Charles Carroll Taylor, USNR, líder del vuelo 19.

El vuelo 19 realizó un ejercicio rutinario de entrenamiento de combate y navegación en aeronaves tipo TBM.  La misión se denominó "Problema de navegación nº 1", una combinación de bombardeo y navegación que otros vuelos habían completado o tenían previsto realizar ese día.  El líder del vuelo, el teniente de la Armada de los Estados Unidos Charles Carroll Taylor, tenía alrededor de 2.500 horas de vuelo, la mayoría en aviones de este tipo, mientras que sus pilotos en formación tenían cada uno un total de 300 horas y 60 horas de vuelo en Avenger.  Taylor había completado una gira de combate en el teatro del Pacífico como piloto de bombardero torpedero en el portaaviones USS Hancock y había llegado recientemente desde Miami, donde también había sido instructor de VTB (avión bombardero). Los pilotos estudiantes habían completado recientemente otras misiones de entrenamiento en la zona donde se realizaría el vuelo.  Eran los capitanes de la Infantería de Marina de EE. UU. Edward Joseph Powers y George William Stivers, el teniente segundo de la Infantería de Marina de EE. UU. Forrest James Gerber y el alférez de la Marina de EE. UU. Joseph Tipton Bossi.
Los aviones eran tres TBM-1C (BuNo 45714, 'FT3'; BuNo 46325, 'FT81'; BuNo 73209, 'FT117'), un TBM-1E (BuNo 46094, 'FT36'); y un TBM-3 (BuNo 23307, 'FT28'). Cada avión era una versión del Grumman TBF Avenger, construido por la División de Aeronaves del Este de General Motors bajo licencia de producción en tiempos de guerra. Según el sistema de designación de aeronaves de la Armada de los EE. UU. utilizado durante la Segunda Guerra Mundial, los Avengers construidos por Grumman fueron designados TBF y los aviones construidos por General Motors como estos fueron designados TBM. Todos estaban completamente llenos de combustible y durante los controles previos al vuelo se descubrió que a todos les faltaban relojes. La navegación por esta ruta tenía como finalidad enseñar los principios de la navegación por estima, que implicaban, entre otras cosas, el cálculo del tiempo transcurrido. La aparente falta de equipos para medir el tiempo no era motivo de preocupación, ya que se suponía que cada hombre tenía su propio reloj. El despegue estaba previsto para las 13:45 hora local, pero la llegada tardía de Taylor retrasó la salida hasta las 14:10. El clima en la base naval de Fort Lauderdale fue descrito como "favorable, estado del mar moderado a agitado". 
El ejercicio involucró tres etapas, de las cuales el vuelo realizó cuatro, siendo la cuarta el regreso a Fort Lauderdale después de llegar a la costa de Florida. Tras el despegue, volaron rumbo 091° (casi al este) durante 56 nmi (64,4 mi; 103,7 km) hasta llegar a Hens and Chickens Shoals, comúnmente llamado Chicken Rocks, donde se realizó la práctica de bombardeo rutinaria. El vuelo debía continuar en ese rumbo durante otros 67 nmi (77,1 mi; 124,1 km) antes de tomar un rumbo de 346° durante 73 nmi (84,0 mi; 135,2 km), en el proceso sobrevolando la isla Gran Bahama. El siguiente viraje programado fue a un rumbo de 241° para volar 120 nmi (138,1 mi; 222,2 km) al término del cual se daría por finalizado el ejercicio, y los Avenger girarían a la izquierda para luego regresar a la base. 

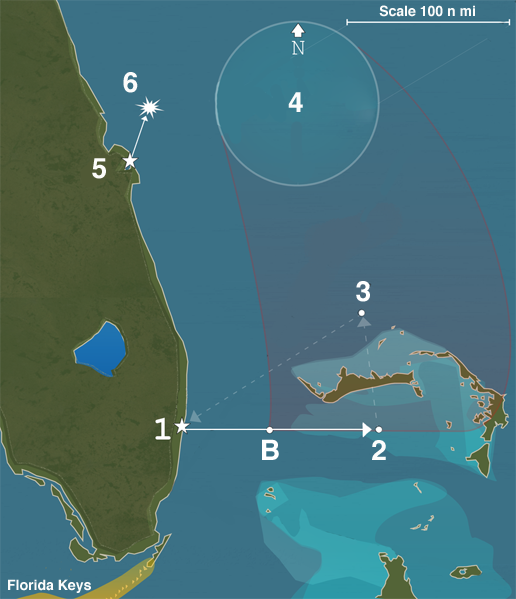
El ejercicio de navegación programado del vuelo 19 fue el 5 de diciembre de 1945.
1. Salida de NAS Fort Lauderdale a las 14:10 rumbo 091° durante, lanzar bombas en los bancos de arena Hens and Chickens (B) hasta aproximadamente las 15:00 y luego continuar rumbo 091° durante
2. Gire a la izquierda rumbo 346° y vuele
3. Gire a la izquierda rumbo 241° durante para finalizar el ejercicio al norte de NAS Fort Lauderdale.
4. 17:50 La triangulación por radio establece la posición del vuelo con una precisión de

Las conversaciones de radio entre los pilotos fueron escuchadas por la base y otras aeronaves en la zona. Se sabe que la operación de bombardeo de práctica se llevó a cabo porque, alrededor de las 15:00, un piloto solicitó y recibió permiso para lanzar su última bomba. Cuarenta minutos más tarde, otro instructor de vuelo, el teniente Robert F. Cox, en el FT-74, que estaba regresando con su grupo de estudiantes de una misión similar, recibió una transmisión no identificada. 
Un miembro de la tripulación no identificado le pidió a Powers, uno de los estudiantes, la lectura de su brújula. Powers respondió: "No sé dónde estamos. Debemos habernos perdido después de ese último giro". Cox luego transmitió: "Aquí FT-74, avión o barco llamado 'Powers', por favor identifíquese para que alguien pueda ayudarlo". La respuesta después de unos momentos fue una solicitud de sugerencias de los demás en el vuelo. FT-74 lo intentó nuevamente y apareció un hombre identificado como FT-28 (Taylor). "FT-28, aquí FT-74, ¿cuál es su problema?" "Mis dos brújulas no funcionan", respondió Taylor, "y estoy tratando de encontrar Fort Lauderdale, Florida. Estoy sobre tierra, pero está averiada. Estoy seguro de que estoy en los Cayos, pero no sé a qué altura y no sé cómo llegar a Fort Lauderdale". FT-74 informó a la base en Fort Lauderdale que se habían perdido aviones, y luego le aconsejó a Taylor que pusiera el sol en su ala de babor y volara hacia el norte por la costa hasta Fort Lauderdale. Los operadores de la base preguntaron entonces si el avión del líder del vuelo estaba equipado con un transmisor YG (IFF) estándar, que pudiera usarse para triangular la posición del vuelo, pero el mensaje no fue respondido por FT-28 (más tarde indicaría que su transmisor estaba activado). En cambio, a las 16:45, el FT-28 comunicó por radio: "Nos dirigimos a 030 grados durante 45 minutos, luego volaremos hacia el norte para asegurarnos de que no estamos sobre el Golfo de México". Durante este tiempo no se pudo establecer ninguna orientación sobre el vuelo y no se pudo captar el IFF. A Taylor le dijeron que transmitiera en 4805 kHz. Esta orden no fue respondida, por lo que se le pidió cambiar a 3000 kHz, la frecuencia de búsqueda y rescate. Taylor respondió: “No puedo cambiar de frecuencia. Debo mantener mis aviones intactos”.
A las 16:56, se le pidió nuevamente a Taylor que encendiera su transmisor para YG si tenía uno. No lo respondió, pero unos minutos después le avisó a su vuelo: "Cambien el rumbo a 090 grados [hacia el este] durante 10 minutos". Casi al mismo tiempo, alguien del vuelo dijo: "Maldita sea, si pudiéramos volar hacia el oeste llegaríamos a casa; vaya hacia el oeste, maldita sea".  Esta diferencia de opinión más tarde llevó a preguntas sobre por qué los estudiantes no se dirigieron simplemente hacia el oeste por su cuenta. Se ha explicado que esto puede atribuirse a la disciplina militar. A medida que la tarde caía el clima empeoró, el contacto por radio se hizo intermitente y se creyó que en ese momento los cinco aviones se encontraban más de 200 nmi (230,2 mi; 370,4 km) mar adentro, al este de la península de Florida. Taylor anunció por radio: "Volaremos 270 grados al oeste hasta tocar tierra o quedarnos sin combustible" y solicitó una verificación meteorológica a las 17:24. A las 17:50, varias estaciones de radio terrestres habían triangulado la posición del vuelo 19 y la habían ubicado dentro de un rango de 100 nmi (115,1 mi; 185,2 km) 29ºN 79ºO, al norte de las Bahamas y muy cerca de la costa central de Florida.
A las 18:04, Taylor comunicó por radio a su vuelo: "Esperando 270. No hemos volado lo suficientemente al este; bien podemos dar la vuelta y volar al este otra vez". Para entonces, el tiempo había empeorado aún más y el sol se había puesto. Alrededor de las 18:20, se recibió el último mensaje de Taylor (también se informó que el último mensaje de Taylor se recibió a las 19:04). Se le escuchó decir: "Todos los aviones, acérquense bien... tendremos que amerizar a menos que toquemos tierra... cuando el primer avión baje de los 10 galones (37,9 L), todos caeremos juntos".

## PBM-5 (Número de oficina 59225)
Cuando se hizo evidente que el vuelo se había perdido, se alertó a las bases aéreas, aviones y buques mercantes. Un Consolidated PBY Catalina partió después de las 18:00 horas para buscar al vuelo 19 y guiarlos de regreso si podían ser localizados. Después del anochecer, dos hidroaviones Martin PBM Mariner originalmente programados para sus propios vuelos de entrenamiento fueron desviados para realizar búsquedas de patrones cuadrados en el área al oeste de 29º 79ºO. El escuadrón de entrenamiento No. 49. PBM-5 BuNo 59225 despegó a las 19:27 horas de la Estación Naval Aérea de Banana River, llamó en un mensaje de radio de rutina a las 19:30 y nunca más se supo de él.
A las 21:15 horas, el petrolero SS Gaines Mills informó que había observado llamas de una aparente explosión a unos 30,5 m de altura y que luego ardían sobre el mar durante 10 minutos, en la posición 28.59ºN 80.25ºO. La capitana Shonna Stanley informó que había buscado supervivientes sin éxito en un charco de petróleo y gasolina. El portaaviones de escolta USS Solomons también informó que había perdido contacto por radar con una aeronave en la misma posición y a la misma hora.
El PBM podría contener 9,83 toneladas de combustible. Sus cables de combustible flexibles tenían una marcada tendencia a aflojarse en condiciones difíciles y a perder gasolina. De hecho, peyorativamente estas aeronaves eran denominadas "tanques de gasolina volantes" debido a su tendencia a explotar repentinamente. La conclusión más probable es que el PBM sufrió una explosión accidental en el aire.

## Investigación
Un informe de 500 páginas de la junta de investigación de la Marina publicado unos meses después hizo varias observaciones:
- El líder del vuelo, el teniente Charles C. Taylor, había creído erróneamente que las pequeñas islas que sobrevolaba eran los Cayos de Florida, que su vuelo sobrevolaba el Golfo de México y que dirigirse al noreste los llevaría a Florida. Se determinó que Taylor había pasado sobre las Bahamas según lo programado y, de hecho, dirigió su vuelo hacia el noreste sobre el Atlántico. El informe señaló que algunos oficiales subordinados probablemente conocían su posición aproximada, como lo indicaban las transmisiones de radio que indicaban que volar hacia el oeste daría como resultado llegar al continente.
- Como se señala en el informe, Taylor se negó a cambiar la frecuencia de radio de entrenamiento a la frecuencia de radio de búsqueda y rescate. (La frecuencia de entrenamiento era difícil de utilizar debido a la interferencia de las estaciones de radio cubanas y también de una onda portadora de radio.)
- Taylor no tuvo la culpa de que las brújulas dejaran de funcionar.
- La pérdida del PBM-5 BuNo 59225 se atribuyó a una explosión accidental.

Este informe fue posteriormente modificado por la Marina bajo la denominación "causa desconocida" después de que la madre de Taylor afirmara que la Marina estaba culpando injustamente a su hijo por la pérdida de cinco aviones y catorce hombres, cuando la Marina no tenía ni los cuerpos ni los aviones como evidencia.
Si el vuelo 19 hubiera estado realmente donde Taylor creía que estaba, el vuelo habría tocado tierra en la costa de Florida en 20 minutos, dependiendo de qué tan abajo estuvieran. Sin embargo, una reconstrucción posterior del incidente mostró que las islas visibles para Taylor probablemente eran las Bahamas, al noreste de los Cayos, y que el Vuelo 19 estaba exactamente donde debería haber estado. La junta de investigación concluyó que, debido a su creencia de que estaba en un rumbo hacia Florida, Taylor en realidad dirigió el vuelo más al noreste y hacia mar adentro. Además, en la Base Aeronaval de Fort Lauderdale era de conocimiento general que, si alguna vez un piloto se perdía en la zona, debía volar con rumbo 270° (oeste). De la misma manera, una regla general era que cualquier piloto que se perdiera yendo hacia el sur simplemente daría la vuelta con su avión con el sol a su lado de babor (izquierda) y luego seguiría la costa de Florida en dirección al norte. Cuando el vuelo finalmente giró hacia el oeste, probablemente estaban tan lejos en el mar que ya habían superado la autonomía de combustible de sus aviones. Este factor, combinado con el mal tiempo y las características de amaraje forzoso del Avenger, muy robusto, que se hundía rápidamente, significaba que había pocas esperanzas de rescate, incluso si hubieran logrado mantenerse a flote.
Es posible que Taylor haya sobrepasado Cayo Gorda y en su lugar haya llegado a otra masa de tierra en el sur de las Islas Ábaco. Luego procedió hacia el noroeste según lo previsto. Esperaba encontrar la isla Gran Bahama frente a él. En cambio, finalmente vio una masa de tierra a su derecha: la parte norte de la isla Ábaco. Creyendo que esa masa de tierra a su derecha era la isla Gran Bahama y que su brújula no funcionaba bien, fijó un rumbo que pensó que era el suroeste para regresar directamente a Fort Lauderdale. Sin embargo, en realidad esto cambió su rumbo más al noroeste, hacia mar abierto. 
Para aumentar aún más su confusión, se encontró con una serie de islas al norte de la isla Ábaco, que se parecen mucho a las islas de Key West. La torre de control sugirió entonces que el equipo de Taylor debería volar hacia el oeste, lo que eventualmente los habría llevado a la masa continental de Florida. Taylor se dirigió hacia lo que pensó que era el oeste, pero en realidad era el noroeste, casi paralelo a Florida.
Después de intentarlo por un tiempo y sin tierra a la vista, Taylor decidió que era imposible para ellos volar tan al oeste y no llegar a Florida. Creía que podría haber estado cerca de las islas de Key West. Lo que siguió fue una serie de conversaciones serias entre Taylor, el resto de su tripulación y la torre de control. Taylor no estaba seguro de si estaba cerca de las Bahamas o de Key West, y no estaba seguro de en qué dirección miraba debido a un mal funcionamiento de la brújula. La torre de control le informó a Taylor que no podía estar en Key West ya que el viento ese día no soplaba en esa dirección. Algunos miembros de la tripulación creían que su brújula funcionaba. Taylor entonces fijó un rumbo hacia el noreste según su brújula, que debería llevarlos a Florida si estuvieran en Key West. Cuando eso falló, Taylor fijó un rumbo hacia el oeste según su brújula, que debería haberlos llevado a Florida si estuvieran en las Bahamas. Si Taylor hubiera mantenido ese rumbo, habría llegado a tierra antes de quedarse sin combustible. Sin embargo, en algún momento, Taylor decidió que ya había intentado ir hacia el oeste lo suficiente. Luego volvió a fijar rumbo al noreste, pensando que después de todo estaban cerca de Cayo Hueso. Finalmente, los aviones se quedaron sin combustible y pudieron haberse estrellado en el océano en algún lugar al norte de la isla Ábaco y al este de Florida.

## Restos del Avenger confundidos con los del vuelo 19 y otras búsquedas
En 1986, durante la búsqueda de los restos del transbordador espacial Challenger, se encontraron los restos de un Avenger frente a la costa de Florida. El arqueólogo aeronáutico Jon Myhre rescató este naufragio del fondo del océano en 1990. Creyó erróneamente que se trataba de uno de los aviones desaparecidos, pero se trataba del TBM Avenger 45798, perdido en enero de 1945 en la costa de Florida por el USS Solomons.
En 1991, una expedición de búsqueda de tesoros dirigida por Graham Hawkes anunció que se habían descubierto los restos de cinco Avenger en la costa de Florida, pero sus números de cola revelaron que no eran del Vuelo 19. En 2004, un documental de la BBC mostró a Hawkes regresando con un nuevo sumergible 12 años después e identificando uno de los aviones por su número de registro (un claramente legible 23990 ) como un vuelo perdido en el mar el 9 de octubre de 1943, más de dos años antes del Vuelo 19 (toda su tripulación sobrevivió ), pero no pudo identificar definitivamente los otros aviones; el documental concluyó que "a pesar de las probabilidades, son solo una colección aleatoria de accidentes que terminaron en el mismo lugar, a 19,3 km de casa."
En marzo de 2012, se informó que Hawkes dijo que le había convenido tanto a él (e indirectamente a sus inversores) como al Pentágono hacer que la historia desapareciera porque era una distracción costosa y que consumía mucho tiempo, y que, si bien admitió que no había encontrado evidencia concluyente, un estadístico al que consultó dijo que se trataba del vuelo 19. La investigación en los registros de la Marina determinó que todas esas aeronaves, declaradas no aptas para reparación, mantenimiento o consideradas obsoletas fueron simplemente hundidas en el mar.
Los registros muestran que los accidentes de entrenamiento ocurridos entre 1942 y 1945 provocaron la pérdida de 95 miembros del personal aéreo de Fort Lauderdale.
En la década de 2000, los investigadores ampliaron su área de búsqueda más al este, hacia el Océano Atlántico, pero aún no se ha confirmado el hallazgo.
Un informe periodístico de 2015 afirmó que un avión de guerra de la Segunda Guerra Mundial destrozado con marcas de la Marina y dos cuerpos todavía en su interior había sido recuperado por la Marina a mediados de la década de 1960 después de ser descubierto por un cazador en el bosque cerca de Sebastián, Florida. La Armada dijo inicialmente que era del vuelo 19, pero luego se retractó de su declaración. A pesar de las solicitudes de detalles bajo la Ley de Libertad de Información en 2013, aún no se conocen los nombres porque la Marina no tiene suficiente información para identificar los cuerpos. Muchos sospechan que pudo ser uno de los miembros del vuelo 19 que finalmente decidió abandonar la formación y dirigirse por su cuenta hacia el oeste, pero se quedó sin combustible justo al avistar tierra.
También se postuló, incorrectamente, que un avión destrozado encontrado en los Everglades del condado de Broward era del vuelo 19. De hecho, este TBN-3E se estrelló el 16 de marzo de 1947. Según se informa, el accidente ocurrió porque su piloto, el alférez Ralph N. Wachob, sufrió vértigo. Wachob murió en el accidente.
La conclusión es que los Avenger se quedaron sin combustible y se hundieron en el mar, y el PBM experimentó una explosión en el aire.

## En la ficción
El vuelo 19 aparece en la película de ciencia ficción de 1977 Encuentros en la tercera fase. En la apertura de la película, los aviones son descubiertos en el desierto de Sonora, en perfecto estado y con los tanques de combustible llenos, uno de varios eventos misteriosos que implican abducción extraterrestre. En la escena final de la película, la tripulación regresa a la Tierra desde la nave nodriza alienígena, aparentemente vestidos y con la misma edad que tenían cuando desaparecieron.
El vuelo 19 hizo una aparición en la película Scooby-Doo! Pirates Ahoy!, lanzada directamente en DVD en 2006.

## Tripulaciones del vuelo 19 y PBM-5 BuNo 59225
| Los hombres del vuelo 19 y PBM-5 BuNo 59225 | Los hombres del vuelo 19 y PBM-5 BuNo 59225                        | Los hombres del vuelo 19 y PBM-5 BuNo 59225 | Los hombres del vuelo 19 y PBM-5 BuNo 59225 |
| N° de aeronave | Piloto                                                             | Tripulación | N° de matrícula                             |
| --- | ------------------------------------------------------------------ | --- | ------------------------------------------- |
| FT-28 | Charles C. Taylor, teniente de la Marina de los Estados Unidos     | George Devlin, AOM3c, USNR Walter R. Parpart, ARM3c, USNR | 23307                                       |
| FT-36 | EJ Powers, capitán del Cuerpo de Marines de EE. UU.                | Howell O. Thompson, Sargento SS, USMCR George R. Paonessa, sargento del Cuerpo de Infantería de Marina de los Estados Unidos | 46094                                       |
| FT-3 | Joseph T. Bossi, alférez, USNR                                     | Herman A. Thelander , S1c, NR de EE. UU. Burt E. Baluk, Jr., S1c, USNR | 45714                                       |
| FT-117 | George W. Stivers, capitán del Cuerpo de Marines de Estados Unidos | Robert P. Gruebel, soldado raso, USMCR Robert F. Gallivan, sargento del Cuerpo de Infantería de Marina de los Estados Unidos | 73209                                       |
| FT-81 * | Forrest J. Gerber, segundo teniente, USMCR                         | William E. Lightfoot, soldado de primera clase, USMCR | 46325                                       |
| Número de bu 59225 | Walter G. Jeffery, teniente general adjunto, US Navy               | Harrie G. Cone, Teniente General de la Marina de los Estados Unidos Roger M. Allen, alférez de la Marina de los Estados Unidos Lloyd A. Eliason, alférez de la Marina de los Estados Unidos Charles D. Arceneaux, alférez de la Marina de los Estados Unidos Robert C. Cameron, RM3, Marina de los Estados Unidos Wiley D. Cargill Sr., marinero de primera clase, USN James F. Jordan, ARM3, Marina de los Estados Unidos John T. Menéndez, AOM3, USN Philip B. Neeman, marinero primero, USN James F. Osterheld, AOM3, Marina de los Estados Unidos Donald E. Peterson, AMM1, Marina de los Estados Unidos Alfred J. Zywicki, marinero 1.º de la Marina de los Estados Unidos | 59225                                       |
| * A este avión en particular le faltaba un tripulante. El aviador en cuestión, el cabo Allan Kosnar, "había pedido que se le excusara de este ejercicio". |                                                                    | |                                             |